# Kwas kamforosulfonowy
Kwas kamforosulfonowy (CSA, z ang. camphorsulfonic acid) – siarkoorganiczny związek chemiczny, sulfonowa pochodna kamfory. Jest silnym kwasem rozpuszczalnym w rozpuszczalnikach organicznych.

## Otrzymywanie
Związek ten może być zsyntetyzowany przez sulfonowanie kamfory kwasem siarkowym w obecności bezwodnika octowego:

## Zastosowanie
Kwas kamforosulfonowy jest związkiem chiralnym i jest stosowany do rozdziału chiralnych amin i innych kationów poprzez wytworzenie soli diastereoizomerycznych.